# Sonnets to Duse and Other Poems (tomik Sary Teasdale)
Sonnets to Duse and Other Poems – tomik Sary Teasdale, wydany w 1909. Zawiera tytułowy cykl To Duse, składający się z dziewięciu części To Eleonora Duse (Oh beauty that is filled so full of tears), To Eleonora Duse (Your beauty lives in mystic melodies), To Eleonora Duse in "The Dead City", To a Picture of Eleonora Duse in "The Dead City", To a Picture of Eleonora Duse in "The Dead City", To a Picture of Eleonora Duse as "Francesca da Rimini", To a Picture of Eleanor Duse, To a Picture of Eleonora Duse with the Greek Fire, in "Francesca da Rimini" i A Song to Eleonora Duse in "Francesca da Rimini".